# Lisa Aschan
Lisa Aschan [asˈkɑːn], folkbokförd Daria Sofia Elisabeth Aschan, född 28 februari 1978 i Vejbystrand, är en svensk filmregissör och manusförfattare.

## Biografi
Aschan växte upp på en gård vid skånska Vejbystrand med ryska föräldrar. Vid 12 års ålder flyttade hon till Göteborg och gick sedan på internatskola i England. Därefter studerade hon vid Stockholms Filmskola 1998-99 och vid Den Danske Filmskoles regilinje 2001-2005. Under studietiden blev hon uppmärksammad för filmsviten Fuck the rapist – fiktiva reklamfilmer för ett våldtäktsskydd i form av en sylförsedd tampong. Hennes kortfilmer In Transit och Goodbye Bluebird har visats på filmfestivaler över hela världen.[källa behövs]
2009 var hon regiassistent på Dramaten och gjorde för Danmarks Radios barn-tv tv-serien Thea & leoparden, som visades i Sverige och flera länder. Serien som är i tre delar handlar om en flicka som låtsas vara en leopard. I samband med den förklarade Aschan att hon gärna använder sig av djurliknelser i sina produktioner för att tydliggöra mänskliga beteendemönster.
2011 hade hennes långfilmsdebut Apflickorna premiär på Göteborgs filmfestival där den vann Dragon Award Best Nordic Film och FIPRESCI-priset. Apflickorna har även vunnit pris för "Best Narrative Feature" på Tribeca Film Festival 2011 och "Bästa foto" på Transilvania International Film Festival samt tilldelats "Special Mention" vid Berlins Filmfestival. Vid Guldbaggegalan 2012 vann Aschan, tillsammans med Josefine Adolfsson, pris för "Bästa manus" för Apflickorna. Filmen Apflickorna vann även Guldbaggar för "Bästa film" och "Bästa ljud".
2011 tilldelades Aschan Stockholms filmfestivals nyinstiftade långfilmsstipendium på fem miljoner för sitt nya projekt Det vita folket, en science-fiction-inspirerad historia omkring de förvar där myndigheterna placerar personer i väntan på utvisning. Filmen hade vid tidpunkten arbetsnamnet Förvaret och var avsedd att baseras på andra upphovsmäns teaterpjäs med samma titel. Några månader senare beslutade hon sig för att tacka nej till pengarna, då filmprojektet alltmer utvecklats till en egen fristående historia på samma tema, varför hon och filmens producent Anna-Maria Kantarius menade att filmen inte längre passade inom ramarna som satts upp för stipendiet.
Lisa Aschan har beskrivit Det vita folket som ett rymdepos med inspiration från skräckfilmen The Shining. Filmen hade premiär hösten 2015.
Under hösten 2019 hade Aschans tredje långfilm Ring Mamma! premiär. Huvudrollen spelas av Sanna Sundqvist; vidare medverkar även Nina Gunke, Alexander Karim, Eric Ericson, Jonatan Rodriguez och Evin Ahmad. Filmen är en komedi som bygger på dilemmat att alla föräldrar vill ha ett tack och alla barn förväntar sig ett förlåt.

## Filmografi
- 2003 – Borta i tankar (baserad på en novell av Alejandro Leiva Wenger)
- 2004 – Fuck the Rapist! (baserad på ett projekt av konstnären Leif Lindell)
- 2006 – In Transit (samskriven tillsammans med dramatikern och författaren Tobias Lindholm)
- 2007 – Goodbye Bluebird (samskriven tillsammans med dramatikern Peter Asmussen)
- 2009 – Thea & leoparden (TV-serie, Danmarks Radio)
- 2011 – Apflickorna
- 2015 – Det vita folket[10]
- 2018 – Guds tystnad (kortfilm med Ingmar Bergman-anknytning)
- 2019 – Ring mamma!
- 2023 – Tack och förlåt